# 阮文存

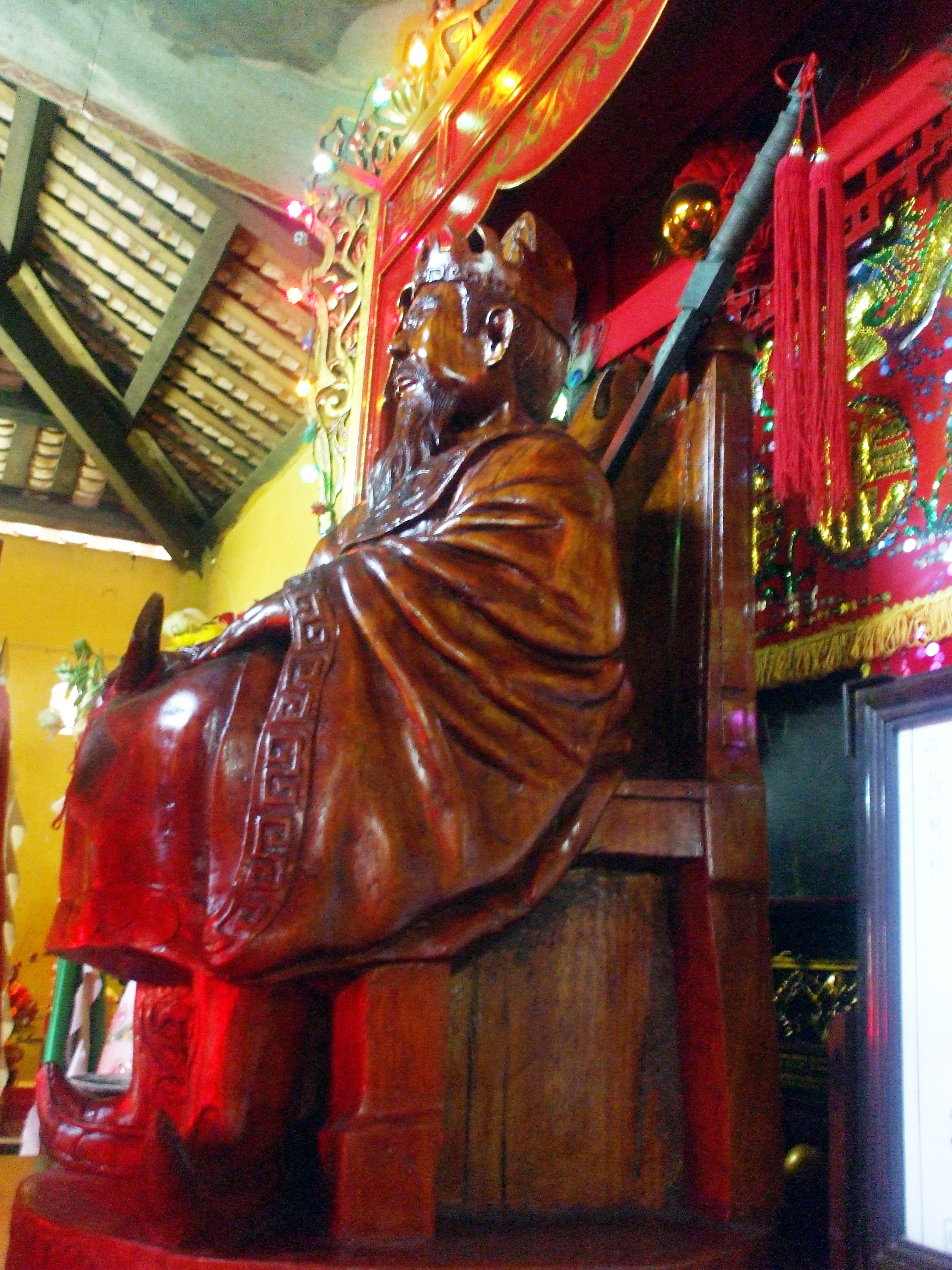
阮文存

阮文存（越南语：／；1763年—1820年），越南阮主及阮朝的將領。
阮文存是下高棉人，出生在茶榮省，原為阮主宮廷的奴隸。原名沿，無姓，阮文存是後來阮福映賜給他的姓名。
景興四十五年（1784年），追隨阮福映流亡暹羅的曼谷，被任命為該隊。四十八年（1787年）秋，與阮福映一起回國，阮文存追隨黎文勻攻破西山朝的巴淶堡。隨後，奉命召集茶榮、斌切的柬埔寨人共計數千人，設立暹兵屯，以阮文存統管。
景興六十年（1799年）追隨武性鎮守平定城（今歸仁）。六十二年（1801年）城破，阮文存被西山軍俘虜。西山朝的將領甚為欣賞他的才能，任用他為將，他也假裝為西山軍出力。舊阮軍隊招誘他投降，他不予理會。因此得到西山軍的信任，他便乘機逃走投奔舊阮，隸屬於阮文誠麾下。
嘉隆元年（1802年），陞該奇，奉命率部回到家鄉休息，並在鎮江斜溫堡設守，兼管茶榮、斌切二府，隸屬於永鎮營。七年（1808年）被阮福映召到順化，不久厚賜遣還。九年（1810年），暹兵屯被改為威遠屯，仍以阮文存為統屯。翌年再度被召到順化，陞統制，仍管威遠屯。不久，奉命率兵一千前往柬埔寨的南榮城（今金邊）駐紮。十八年（1819年），奉命開浚永濟運河。明命元年（1820年）卒。
其子阮文謂，官拜該隊，後改為衛尉，管理靖邊奇。明命十四年（1833年）黎文𠐤據南圻藩安城叛亂，有人控告阮文謂暗通黎文𠐤。不久阮文謂死，此事平息。